# Шафт (филм из 2000)
Шафт је акциони филм из 2000. године који је режирао Џон Синглтон. Главне улоге играју: Самјуел Л. Џексон, Кристијан Бејл и Ванеса Л. Вилијамс.

## Радња
Џон Шафт је рођак једног детектива. Он добија задатак да истражи једно злодело на расној основи. Волтер Вилијамс Џуниор је убио једног студента афроамериканца испред једног ресторана. Убица је син тајкуна из Њујорка, и социопата. Он напушта САД да би избегао суђење. Конобарица Дајен Палимери је видела убиство, али не жели да сведочи.
Волтер је приморан да се врати у Њујорк, али се ништа не може учинити без сведочења конобарице Дајене. Ускоро почиње потрага за њом. И тајкун и Шафт трагају за њом, али је Шафт проналази, и сазнаје зашто се Дајен крила задњих две године.

## Улоге
| Глумац             | Улога             |
| ------------------ | ----------------- |
| Самјуел Л. Џексон  | Џон Шафт          |
| Ванеса Л. Вилијамс | Кармен Васкез     |
| Џефри Рајт         | Пиплс Хернендез   |
| Кристијан Бејл     | Волтер Вејд млађи |
| Баста Рајмс        | Росан             |
| Ден Хедаја         | Џек Росели        |
| Тони Колет         | Дајан Палмијери   |
| Ричард Раундтри    | ујак Џон Шафт     |